# 歌謡喫茶・昭和
歌謡喫茶・昭和（かようきっさ・しょうわ）は、かしわプロダクション制作による地方局向けラジオ番組。

## 概要
- スタジオを喫茶店に見立て、そこでマスターが語るいわゆる一人芝居形式の番組である。
- 番組タイトルにある通り昭和時代の曲を流すが、流れるのは昭和40年代・50年代の曲が中心となる。ただ、極まれに、昭和30年代以前（戦前を含む）の曲や昭和末期（昭和60年代）の曲を流す事もある。また、5分番組の青森放送（10分番組として放送される2023年3月までと2024年10月以降の木曜日を除く）を除き、杉原のギター演奏による生歌が披露される場合もある。

## マスター
- 杉原徹

## テーマ曲
- エンディングテーマ「小さな喫茶店」（歌: ザ・ピーナッツ、作詞: エルンスト・ノイバッハ（英語版）、作曲: フレッド・レイモンド（英語版））[1]

## ネット局

### 現在のネット局と放送時間
2024年11月時点
| 放送地域         | 放送局     | 放送曜日    | 放送時間                                           | 備考  |
| ---------------- | ---------- | ----------- | -------------------------------------------------- | ----- |
| 青森県           | 青森放送   | 月曜 - 木曜 | 11:15 - 11:20（月曜 - 水曜） 11:15 - 11:25（木曜） | [ 2 ] |
| 福島県           | ラジオ福島 | 火曜        | 18:45 - 19:00                                      |       |
| 長野県           | 信越放送   | 日曜        | 11:10 - 11:25                                      |       |
| 福井県           | 福井放送   | 月曜 - 木曜 | 12:50 - 13:00                                      | [ 3 ] |
| 京都府 ・ 滋賀県 | KBS京都    | 火曜・木曜  | 5:45 - 5:55                                        |       |
| 山口県           | 山口放送   | 月曜 - 金曜 | 16:30 - 16:35                                      |       |
| 高知県           | 高知放送   | 水曜        | 18:00 - 18:45                                      | [ 4 ] |

### 過去のネット局
- 秋田放送
- 山形放送（2024年4月〜9月）
- 山梨放送
- 新潟放送
- RSK山陽放送
- 西日本放送
- 南海放送
- 長崎放送
- 宮崎放送